# Benenato
Benenato (Benenatus; fl. VII secolo) è stato un vescovo romano, vescovo di Asti nel VII secolo.

## Biografia
L'unica notizia certa è che il suo nome compare nella lista del concilio di Roma del 27 marzo 680 contro il monotelismo.
In questo documento risulta all'undicesimo posto tra i firmatari dell'arcidiocesi di Milano (di cui era capo l'arcivescovo Mansueto).
Nel XIX secolo, si rinvennero i probabili resti della tomba, presso il cortile della chiesa di San Giovanni, attigua alla Cattedrale.